# (9375) Omodaka
(9375) Omodaka (1993 HK) – planetoida z pasa głównego asteroid okrążająca Słońce w ciągu 3,75 lat w średniej odległości 2,41 j.a. Odkryta 16 kwietnia 1993 roku.